# Mönchsdeggingen
Mönchsdeggingen là một đô thị ở huyện Donau-Ries trong bang Bayern nước Đức. Đô thị Mönchsdeggingen có diện tích 32,08 km².